# 卡洛斯·昆汀
卡洛斯·荷西·昆汀（英語：Carlos José Quentin，1982年8月28日—），為美國職棒大聯盟的外野手，生涯曾效力過響尾蛇、白襪與教士等隊。他曾在2008年和2011年入選全明星賽。

## 職業生涯

### 亞利桑那響尾蛇

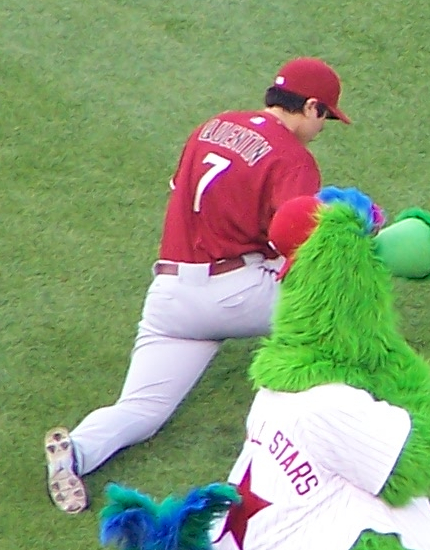
2007年的昆汀，旁邊是費城人吉祥物費納寶

#### 2006年
他在3A繳出2成90的打擊率，外帶9轟與52分打點的成績。於是他在7月20日升上大聯盟。因為當時右外野手Shawn Green已經準備退休，因此球迷都很期待昆汀能夠補上火力空缺。之後Green在8月被交易到大都會，昆汀也藉此獲得大量出賽機會。該年他的打擊率為2成53，並敲出9轟與32分打點。

#### 2007年
昆汀在春訓期間傷到左盂唇，導致他錯過開季。雖然他在4月中回歸，但他僅繳出2成10的打擊率，並敲出5轟與28分打點。隨後他在7月6日到下放到3A。

### 芝加哥白襪

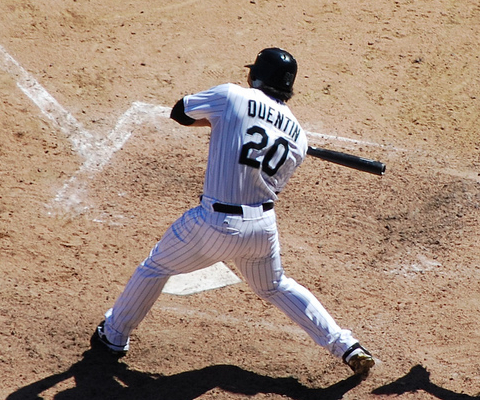
2008年的昆汀

2007年12月3日，響尾蛇將昆汀交易到白襪，換來Chris Carter。

#### 2008年
8月，昆汀寫下連續6場比賽挨觸身球上壘的大聯盟紀錄。大聯盟從來沒有第二位選手能連續5場比賽被觸身球砸中上壘。
而昆汀在8月18日前敲出35轟為大聯盟第一，他也取代表現慢熱的吉姆·湯米成為先發外野手。9月5日，他因為觸身球擊中手腕受傷，之後動手術球季報銷。
整季他的打擊率為2成86，並敲出36轟與100分打點，儘管他缺席了一個月，他還是拿下生涯首座銀棒獎。防守方面，他的守備率9成71為美聯左外野手最低。而他也在MVP票選上拿下第五名，僅次於達斯汀·佩德羅亞、賈斯汀·摩爾諾、凱文·尤克里斯和喬·莫爾。

#### 2009年
昆汀在開季打得不錯，但後來因為患上足底筋膜炎影響揮棒而導致成績下滑。之後他進入傷兵名單休養，並在7月中回歸。整季他出賽99場比賽，打擊率為2成36，並敲出21轟。
Sporting News在這年評選現役棒球選手前50名，他們還請來名人堂的入選者以及以前拿下無數棒球獎項的前選手來投票，而昆汀名列40名。

#### 2010年
這年球隊網羅了左外野手Juan Pierre，加上右外野手傑梅恩·戴伊成為自由球員，因此昆汀成為右外野手。他在6月初打擊率僅有2成01，並敲出8轟。不過他在9月底手感回溫，球隊也拿下11連勝。最後他在上半季敲出19轟與61分打點，一度成為美聯全壘打王和打點王。整季他的打擊率為2成43，並敲出26轟與87分打點。

#### 2011年
昆汀在上半季繳出.852的OPS，因此他再度成功入選明星賽。
不過他在8月20日因為撲接一顆飛球造成肩膀受傷，下半季幾乎報銷。整季他的打擊率為2成54，並敲出24轟與77分打點。而他敲出31支二壘安打寫下生涯新高，挨了23顆觸身球也是大聯盟最多。

### 聖地牙哥教士
2011年12月31日，白襪將昆汀交易到教士，換來Simón Castro和Pedro Hernández。

#### 2012年
這年昆汀因為動了右膝關節鏡手術而錯過開季。他在5月28日才完成球季初登板，並擔任球隊中心打者。
7月22日，他和教士簽下3年2700萬美元的合約。但他在9月份膝傷復發，9月10日之後更是只上場守備一次。該年他的打擊率為2成61，並敲出16轟。儘管他幾乎缺席整個下半季，但他整季挨了17顆觸身球寫下隊史紀錄。

#### 2013年
這年他再度因傷錯過開季。球隊更是為了保護他的膝蓋，限制了他的上場時間。4月11日，昆汀被道奇隊的扎克·格林基投出頭部觸身球砸中肩膀，因此他衝向投手丘造成肢體衝突，最後他被禁賽8場比賽。
7月30日，他因為揮棒扭傷右膝，而這場比賽也成為他的球季最終戰。整季他的打擊率為2成75，並敲出13轟。

#### 2014年
昆汀又一次錯過開季，這次他回歸後手感不如以往。前50場比賽僅繳出1成77的打擊率，7月26日因為膝蓋疲勞再度進傷兵名單。而昆汀和教士隊的合約也在這年走完，之後他未獲球隊續約。

### 亞特蘭大勇士
2015年4月5日，教士將昆汀、卡麥隆·梅賓、Matt Wisler和Jordan Paroubeck交易到勇士，換來克雷格·金布雷爾和梅爾文·厄普頓。而他在勇士隊待不滿半天就遭到指定讓渡，並在14日被球隊釋出。
4月22日，他和水手隊簽下小聯盟約。5月1日，昆汀宣布退休。

### 明尼蘇達雙城
2016年2月2日，昆汀宣布復出並加盟雙城隊。3月28日，他因為拒絕下放小聯盟而決定被球隊釋出。

### 普矣布拉鸚鵡
2016年7月12日，昆汀加盟墨西哥聯盟的普矣布拉鸚鵡。

### 波士頓紅襪
2017年2月8日，昆汀和紅襪簽下小聯盟約。但他在春訓結束後遭到球隊釋出。

### 蒙克洛瓦鐵人
2017年7月11日，昆汀加盟墨西哥聯盟的蒙克洛瓦鐵人。球季結束後，他成為自由球員。

## 個人生活
昆汀目前已婚，其長子於2013年出生。

## 外部連結
- 球員資訊和成績在MLB，ESPN，Baseball-Reference，Fangraphs（英文）
- 卡洛斯·昆汀在台灣棒球維基館上的頁面（繁體中文）